# Samuel Bamford
Samuel Bamford (Middleton, Lancashire, 28 de fevereiro de 1788 – Harpurhey, 13 de abril de 1872) foi um radical e escritor inglês.

## Biografia
Bamford foi um dos cinco filhos nascidos de Daniel Bamford (um tecelão de musselina e professor de meio período e, mais tarde, mestre no reformatório de Salford) e de sua esposa, Hannah. Depois que seu pai o retirou da escola de ensino secundário em Manchester, Bamford tornou-se um tecelão e depois, um trabalhador de armazém em Manchester. Em 1817 ficou preso na prisão de New Bailey, em Salford, sob suspeita de alta traição, por conta de suas atividades políticas. De lá, ele foi levado para Londres e interrogado pelo Conselho Privado, presidido pelo Lorde Sidmouth como secretário da Casa. Depois de prometer no futuro se manter no bom comportamento, Bamford foi libertado e voltou a morar em sua casa de campo em Middleton com sua esposa Jemima.
Em agosto de 1819, Bamford liderou um grupo de Middleton até St. Peter's Fields, para participar de uma reunião com a intenção de pressionar uma reforma no Parlamento e exigir a revogação das Leis Corn. Lá eles testemunharam o Massacre de Peterloo, e Bamford foi preso e acusado de traição. Embora as evidências mostrassem que nem ele nem nenhum de seus companheiros estiveram envolvidos na violência, Bamford foi considerado culpado por incitar um motim e sentenciado a um ano de prisão em Lincoln. A experiência do massacre causou uma profunda impressão em Bamford, convencendo-o de que o poder do Estado sempre teria sucesso contra a militância radical. Ele passou a ser visto como uma voz para a reforma radical, mas se opunha a qualquer ativismo que envolvesse força física
Bamford foi um autor de poesias, não somente escritas em inglês padrão, mas também em dialeto, sendo que várias delas, demonstrando simpatia pelas condições da classe trabalhadora, tornaram-se amplamente populares. Sua Passages in the Life of a Radical (1840–1844) é uma história autorizada da condição das classes trabalhadoras nos anos que se seguiram à Batalha de Waterloo. Ele também compilou The Dialect of South Lancashire (Manchester: John Heywood, 1850). Morreu em Harpurhey em 13 de abril de 1872 e foi-lhe dado um funeral público, assistido por milhares de pessoas. Um obelisco memorial foi inaugurado no Cemitério de Middleton em 1877. Parte da inscrição diz: "Bamford foi um reformador, quando isto era inseguro, e sofreu por sua fé".

## Obras selecionadas
As publicações de Bamford incluem:

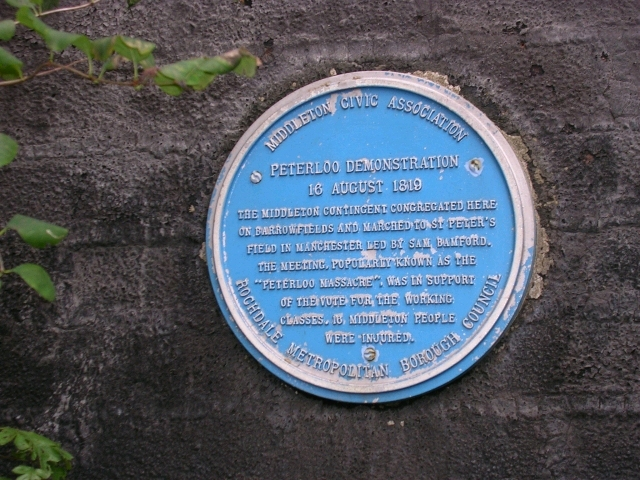
Placa comemorativa do local onde o contingente de Middleton se reuniu antes de ser levado a St Peter's Fields por Samuel Bamford

- 1817: An Account of the Arrest and Imprisonment of Samuel Bamford, Middleton, on Suspicion of High Treason
- 1819: The Weaver Boy, or Miscellaneous Poetry
- 1843: Homely Rhymes
- 1840–1844 Passages in the Life of a Radical (publicado em partes com muitas edições posteriores, inclui um glossário de palavras do dialeto de Lancashire).
- 1844: Walks in South Lancashire and on its Borders. With letters, descriptions, narratives and observations current and incidental.
- 1849: Early Days, 2.ª ed. 1859
- 1850: Tawk o'Seawth Lankeshur, por Samhul Beamfort
- 1853: Life of Amos Ogden
- 1854: The Dialect of South Lancashire, or Tim Bobbin's Tummus and Meary, with his Rhymes, with Glossary
- 1864: Homely Rhymes, Poems and Reminiscences